# Big Shampoo and the Hairstylers

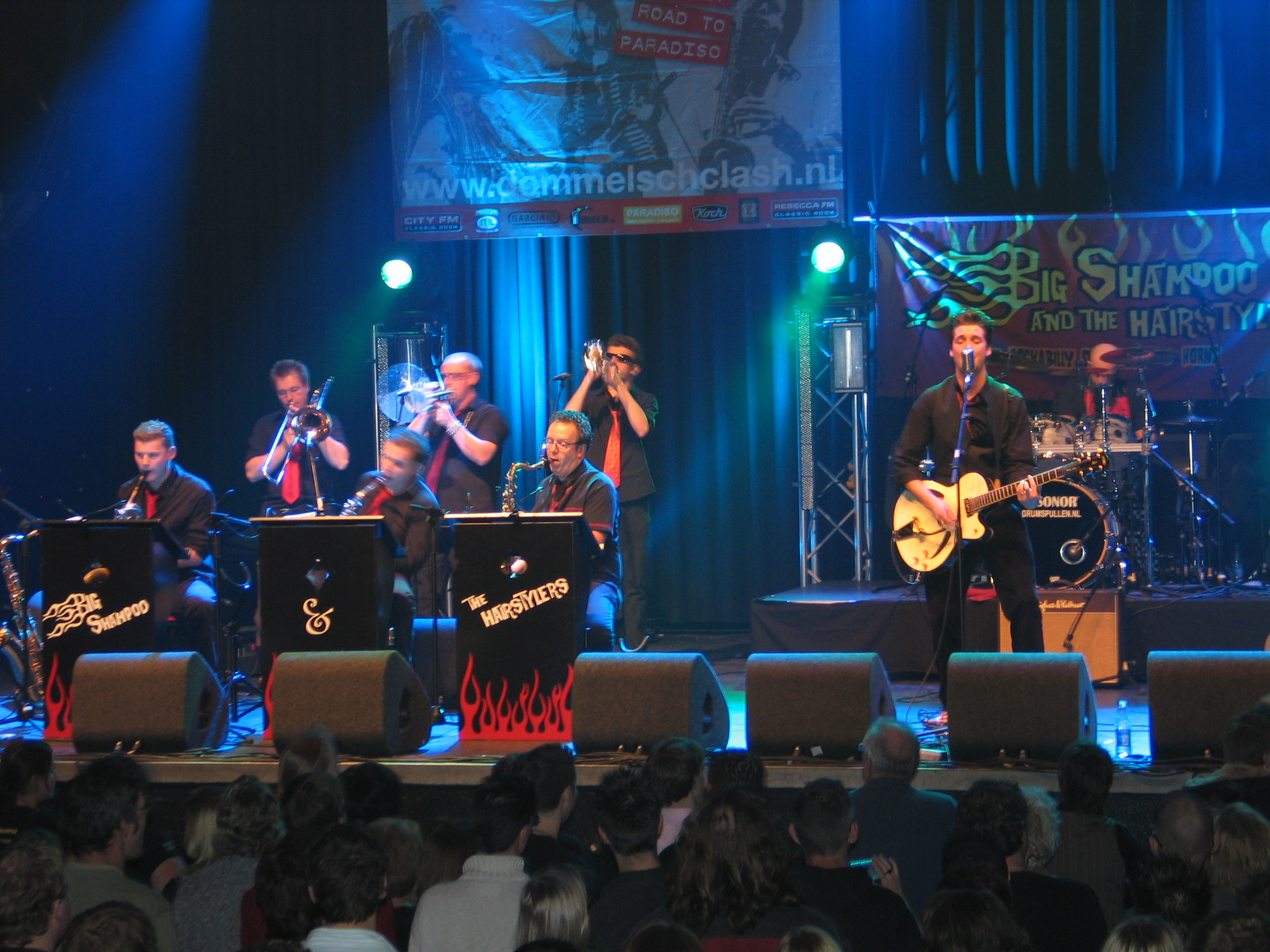
Big Shampoo and the Hairstylers in januari 2008 tijdens de Clash of the Coverbands

Big Shampoo and the Hairstylers is een Brabantse band met (in 2012) acht leden. Ze maken muziek in het genre rockabilly. De band werd in 2006 opgericht als tributeband van The Brian Setzer Orchestra en The Stray Cats met een relatief grote blazersgroep en (achtergrond)zang. Later stapte de groep over naar een manier van werken waarbij bekende pop- en rocknummers zo worden gearrangeerd dat ze binnen het rock-'n-rollgenre vallen. In 2008 werden ze uitgeroepen tot beste coverband van Nederland van het jaar 2007-2008 door The Clash of the Coverbands te winnen.

## Leden
- Rob de Groot (zanger-gitarist)
- Fotis Anagnostou (bassist)
- Lars-Erik van Elzakker (drummer)
- Roland Bakker (toetsenist)
- Harry Voermans (altsaxofonist)
- Gerard Verbogt (tenorsaxofonist)
- Leo van Mook (lead-trompettist)
- Jorg van Leeuwen (trombonist)

## Belangrijkste optredens en gebeurtenissen
- 2008: Winnaar The Clash of the Coverbands 2007-2008.
- 2008: Uitbrengen single "Walk This Way". Het nummer bereikt de Single Top 100.
- 2009: In april is de band een week lang te gast bij het programma Indecent Proposal van Stenders Eetvermaak op radio 3FM. Daar hebben zij het nummer Walk This Way live gespeeld.
- 2009: De band speelt tijdens Paaspop Schijndel
- 2009: Optreden bij Breda Jazz Festival.
- 2009: De band speelt op de Nijmeegse Vierdaagse.
- 2010: De band speelt op de Zwarte Cross.
- 2011: De band speelt opnieuw op Paaspop Schijndel.
- 2011: De band speelt op Jazzfest Gronau in Duitsland.
- 2012: De band speelt op Reurpop in Ruurlo.
- 2012: Big Shampoo and the Hairstylers speelt op het Enkhuizer Jazz Festival in de Werf in Enkhuizen.